# White Chicks
White Chicks è un film del 2004 diretto da Keenen Ivory Wayans con protagonisti i fratelli Marlon e Shawn. Il film è stato sceneggiato da Keenen, Marlon, e Shawn Wayans, e diretto da Keenen. La traduzione del titolo è "pollastrelle bianche", "slang" americano per riferirsi alle ragazze bianche.

## Trama
Kevin e Marcus Copeland sono due fratelli afroamericani, entrambi agenti dell'FBI, a cui viene affidata la missione di proteggere due ereditiere, le sorelle Brittany e Tiffany Wilson (parodia delle sorelle Paris e Nicky Hilton), da un complotto che mira al rapimento delle due. Il supervisore Elliott Gordon ha dato ai due agenti questa ultima possibilità, prima di licenziarli, considerando la scarsa reputazione dei fratelli Copeland.
Ma quando le sorelle Wilson in seguito ad una leggera ferita rifiutano di uscire di casa, per portare avanti il piano, i due agenti dovranno fisicamente prendere il posto delle due ragazze, travestendosi e cambiando colore della pelle. Incredibilmente, il piano sembra funzionare, ma Kevin e Marcus non hanno fatto i conti con la vita mondana delle ragazze, che li metterà spesso e volentieri in situazioni di enorme imbarazzo.

## Critica
Nonostante un buon successo nelle sale statunitensi, ed un discreto incasso, White Chicks è generalmente considerato un prodotto molto scadente dalla critica cinematografica. Il film ha collezionato diverse nomination ai Razzie Awards 2004, fra cui peggior film, peggior regista per Keenen Ivory Wayans, peggior attrice protagonista e Peggiore coppia per le interpretazioni di Shawn e Marlon Wayans, che pur essendo di sesso maschile, interpretavano la parte di due donne e Peggior sceneggiatura a Keenen Ivory, Shawn e Marlon Wayans, Andy McElfresh, Michael Anthony Snowden e Xavier Cook.

## Possibile sequel
Nell'agosto 2009, Sony ha annunciato un sequel del film, anche se in seguito ha cancellato il progetto. Nell'aprile 2014, Marlon Wayans ha espresso interesse per un sequel. È stato confermato che un sequel sarà in lavorazione a marzo 2018. Il 30 giugno 2019, Terry Crews ha confermato un sequel nel programma Watch What Happens Live. Marlon Wayans ha confermato che questa informazione non doveva trapelare e che l'accordo non era stato ancora confermato. A febbraio 2025, Marlon Wayans ha ribadito la probabilità di un sequel del film in seguito all'uscita di Scary Movie 6.